# 1,2,3,4-四溴丁烷
1,2,3,4-四溴丁烷（1,2,3,4-Tetrabromobutane），分子式C4H6Br4。

## 性质
从石油醚中析出的外消旋体为薄片状结晶；不溶于水，溶于乙醇、乙醚、丙酮、石油等；熔点41°C。从乙醇或里格罗因（ligroin）中析出的内消旋体为针状结晶；不溶于水，溶于乙醇、丙酮、氯仿，微溶于石油醚；熔点118～119°C，沸点180～181°C（7.999kPa）。

## 制备
由丁二烯与溴素在氯仿作溶剂下加成得到。
{\displaystyle \ CH_{2}\!=\!CHCH\!=\!CH_{2}+2Br_{2}\rightarrow BrCH_{2}CHBrCHBrCH_{2}Br}

## 用途
用作自熄性聚苯乙烯泡沫塑料的阻燃剂。